# Zmarli w lipcu 2018

## Lipiec 2018
- 31 lipca
  - Rafael Amador – meksykański piłkarz[1]
  - Andrzej Kłos – polski specjalista w zakresie systemów elektroenergetycznych, prof. dr hab. inż[2][3].
  - Roman Kozierkiewicz – polski autor słowników języka angielskiego[4][5]
  - Igor Miecik – polski dziennikarz i reportażysta[6][7]
  - Włodzimierz Pajdziński – polski dziennikarz[8]
- 30 lipca
  - Ron Dellums – amerykański polityk[9]
  - Maria Dzielska – polska historyk i filolog klasyczna, profesor Uniwersytetu Jagiellońskiego[10]
  - Hieronim Fokciński – polski duchowny katolicki, jezuita, filolog klasyczny, historyk[11]
  - Luan Hajdaraga – albański polityk i dyplomata[12]
  - Andreas Kappes – niemiecki kolarz[13]
  - Adam Kiewicz – polski nauczyciel, działacz oświatowy i harcerski, politolog, poseł na Sejm PRL I kadencji[14][15]
  - Józef Krętosz – polski duchowny i teolog katolicki, prof. dr hab[16][17].
  - Bekim Lumi – kosowski reżyser teatralny[18].
  - Jerzy Stelmachów – polski specjalista w zakresie położnictwa i ginekologii, prof. dr. hab. n. med[19][20].
- 29 lipca
  - Krystyna Bożkowa – polska specjalistka w zakresie pediatrii, prof. dr. hab. n. med[21].
  - Gustaw Budzyński – polski akustyk, uczestnik powstania warszawskiego, kawaler Orderu Virtuti Militari[22]
  - Oliver Dragojević – chorwacki piosenkarz[23]
  - Krystian Grzeszczak – polski bokser[24]
  - Helena Kowalewska – polska nauczycielka, wyróżniona tytułem Sprawiedliwy wśród Narodów Świata[25]
  - Stanisław Lis – polski inżynier, profesor nauk technicznych, profesor zwyczajny Politechniki Warszawskiej[26]
  - Vibeke Skofterud – norweska biegaczka narciarska[27]
  - Tomasz Stańko – polski trębacz jazzowy, kompozytor[28]
  - Nikolai Volkoff – chorwacki wrestler[29][30]
  - Andrzej Włodarczyk – polski lekarz, w latach 2007–2008 i 2011–2012 podsekretarz stanu w Ministerstwie Zdrowia[31][32]
- 28 lipca
  - Bruce Lietzke – amerykański golfista[33]
  - Marian Noga – polski informatyk, prof. dr hab. inż[34].
  - Olga „Kora” Sipowicz – polska wokalistka rockowa i autorka tekstów, w latach 1976–2008 solistka zespołu Maanam[35]
  - Karin Wolff – niemiecka pisarka, tłumaczka literatury polskiej[36][37]
- 27 lipca
  - George Cunningham – brytyjski polityk, deputowany krajowy i europejski[38]
  - Bernard Hepton – brytyjski aktor i reżyser[39]
  - Antoni Niederliński – polski inżynier, specjalista w dziedzinie automatyki, rektor Politechniki Śląskiej w latach 1984–1987[40][41]
  - Marian Niespodziewański – polski specjalista w zakresie hodowli drobiu, dr hab.[42][43]
  - Mark Shelton – amerykański wokalista i gitarzysta, członek zespołu Manilla Road[44]
  - Witalij Szentalinski – rosyjski dziennikarz, pisarz i tłumacz[45]
  - Władimir Wojnowicz – rosyjski prozaik, poeta i malarz[46]
- 26 lipca
  - Alfredo del Águila – meksykański piłkarz[47]
  - Adem Demaçi – albański pisarz i polityk, więzień polityczny[48]
  - Jacek Koralewski – polski samorządowiec i urzędnik, burmistrz Obornik (1994–1998), starosta obornicki (1999–2002)[49]
  - Aloyzas Kveinys – litewski szachista[50]
  - Michał Nadachowski – polski inżynier, redaktor prasy technicznej, redaktor naczelny Radioelektronika[51][52]
- 25 lipca
  - Wachtang Balawadze – gruziński zapaśnik, dwukrotny mistrz świata[53]
  - Marian Kazimierz Klamut – polski radiolog, prof. dr hab. n. med., rektor Akademii Medycznej w Lublinie[54][55]
  - Sergio Marchionne – włosko-kanadyjski przedsiębiorca, dyrektor generalny Fiat Chrysler Automobiles oraz Ferrari[56]
  - Stanisław Oleksiak – polski żołnierz konspiracji niepodległościowej w czasie II wojny światowej, działacz kombatancki, prezes Światowego Związku Żołnierzy AK[57]
  - Glen Roven – amerykański kompozytor, autor tekstów, dyrygent i producent[58]
  - Ellie Soutter – brytyjska snowboardzistka[59]
  - Líber Vespa – urugwajski piłkarz[60]
  - Patrick Williams – amerykański kompozytor, aranżer, dyrygent[61]
- 24 lipca
  - Peter Atanasow – bułgarski dziennikarz i publicysta[62]
  - Vincenzo Silvano Casulli – włoski astronom[63]
  - Tony Cloninger – amerykański baseballista[64]
  - Mary Ellis – brytyjska pilotka, uczestniczka II wojny światowej[65][66]
  - Zofia Krzysztoszek – polska specjalistka w dziedzinie pedagogiki, prof. dr hab[67].
  - Anna Leszczyńska – polska przewodniczka, działaczka PTTK, dama orderów[68]
  - Anna Szyfer – polski antropolog i etnograf, prof. dr hab[69][70].
- 23 lipca
  - George Brown – amerykański lekkoatleta, skoczek w dal[71]
  - Andrzej Dudczak – polski fizyk, prof. dr hab. inż[72]
  - Grzegorz Grzyb – polski perkusista jazzowy i rockowy, muzyk sesyjny[73]
  - Vasily Kovalyov – rosyjski więzień sowieckich łagrów, świadek historii[74]
  - Józef Kubica – polski mikrobiolog, pułkownik Wojska Polskiego[75]
  - Paul Madeley – angielski piłkarz[76]
  - Oksana Szaczko – ukraińska działaczka feministyczna, współzałożycielka ruchu Femen[77]
- 22 lipca
  - Raymond Hunthausen – amerykański duchowny katolicki, arcybiskup[78]
  - Chiyo Miyako – japońska superstulatka, od 21 kwietnia do 22 lipca 2018 roku najstarsza żyjąca osoba na świecie[79]
  - Egidius Schiffer – niemiecki seryjny morderca[80][81]
- 21 lipca
  - Peter Blake – szkocki aktor[82]
  - Leszek Chamier Cieminski – polski samorządowiec i działacz opozycji demokratycznej, burmistrz Chojnic (1990–1992)[83]
  - Janusz Daszuta – polski duchowny metodystyczny, działacz ekumeniczny, społeczny i samorządowy[84][85]
  - Włodzimierz Lupa – polski specjalista w zakresie agronomii, współtwórca tzw. eksperymentu sądeckiego[86][87]
  - Ryū Matsumoto – japoński polityk[88]
  - Elmarie Wendel – amerykańska aktorka[89]
- 20 lipca
  - Andrzej Gedymin – polski dziennikarz[90][91][92][93]
  - Teresa Górska – polska nazaretanka, publicystka i poetka[94][95]
  - Martin O’Donoghue – irlandzki polityk i ekonomista, minister planowania gospodarczego i rozwoju (1977–1979) oraz edukacji (1982)[96]
  - Thaddeus Radzilowski – amerykański historyk polskiego pochodzenia, prezydent Piast Institute, członek korespondencyjny PAN, badacz i działacz polonijny[97][98]
  - Józef Stanisław Roguszewski – polski żołnierz konspiracji niepodległościowej w czasie II wojny światowej, działacz kombatancki[99]
  - Honorata Skoczylas-Stawska – polska językoznawczyni, badaczka gwary wieluńskiej, Honorowa Obywatelka Wielunia[100]
  - Jakub Święcicki – polski działacz emigracyjny działający w Szwecji, współpracownik opozycji w PRL[101]
  - Christoph Westerthaler – austriacki piłkarz i trener[102][103]
  - Izolda Wysocka – rosyjska aktorka, Ludowy Artysta Federacji Rosyjskiej[104][105]
- 19 lipca
  - Shinobu Hashimoto – japoński scenarzysta, reżyser, producent filmowy[106]
  - Irini Lambraki – grecka polityk i prawniczka, deputowana krajowa i europejska[107]
  - Ewa Obrąpalska – polska patomorfolog, Honorowy obywatel Gminy Nowa Dęba, córka Eugeniusza Kwiatkowskiego[108][109][110][111]
  - Wojciech Pachelski – polski specjalista w zakresie geodezji i kartografii, prof. dr hab. inż[112][113][114]
  - Bert Romijn – holenderski kolarz torowy, srebrny medalista mistrzostw świata[115]
  - Dienis Tien – kazachski łyżwiarz figurowy[potrzebny przypis]
- 18 lipca
  - Carlos Aldunate Lyon – chilijski duchowny i pisarz katolicki, jezuita[116]
  - Adrian Cronauer – amerykański prezenter radiowy[117]
  - Czesław Malec – polski koszykarz, olimpijczyk (1968)[118][119]
  - Horst Mandl – austriacki lekkoatleta, wieloboista[120]
  - Izabella Nawe-Spychalska – polska śpiewaczka operowa[121]
  - Mo Nunn – brytyjski kierowca wyścigowy, inżynier, założyciel zespołu Formuły 1 Ensign Racing[122]
  - Pedro Pérez – kubański lekkoatleta, trójskoczek, były rekordzista świata[123]
  - Burton Richter – amerykański fizyk, laureat Nagrody Nobla[124]
  - Danuta Urbanowicz – polska malarka[125]
  - Geoffrey Wellum – brytyjski pilot, uczestnik bitwy o Anglię, autor wspomnień[126][127]
- 17 lipca
  - Gary Beach – amerykański aktor[128]
  - Yvonne Blake – brytyjska kostiumograf[129]
  - Bullumba Landestoy – dominikański pianista i kompozytor[130]
  - Zygmunt Machoy – polski biochemik, profesor Pomorskiego Uniwersytetu Medycznego w Szczecinie[131]
  - Stanisław Paszkowski – polski inżynier, prof. dr hab., pułkownik WP, wiceminister przemysłu maszynowego w latach 1973–1980[132]
  - Erardo Cristoforo Rautenberg – niemiecki prawnik, prokurator generalny Kraju Związkowego Brandenburgii, kawaler orderów[133][134]
  - Józef Świniarski – polski specjalista w zakresie technik rybołówstwa, prof. zw. dr hab. inż[135][136][137][138].
- 16 lipca
  - Bo Grahn – fiński lekkoatleta, kulomiot[139]
  - Jaime Guardia – peruwiański muzyk grający na charango, wokalista, kompozytor, folklorysta[140]
  - Ewa Juszko-Pałubska – polska adwokat, działaczka opozycji antykomunistycznej w PRL[141]
  - Marian Kucharski – polski fotograf[142]
  - Jerzy Piskun – polski koszykarz, olimpijczyk (1960, 1964)[143]
  - Manuel Ycaza – amerykański dżokej panamskiego pochodzenia[144]
- 15 lipca
  - Ronny Fredrik Ansnes – norweski biegacz narciarski[145]
  - Ray Emery – kanadyjski hokeista[146][147]
  - Roman Korynt – polski piłkarz[148]
  - Maria Ogłaza – polska malarka i poetka[149][150]
  - Justyn Sandauer – polski konstruktor szybowcowy[151]
  - Dragutin Šurbek – chorwacki tenisista stołowy[152]
  - Leszek Tórz – polski hokeista na trawie, olimpijczyk (1980)[153][154]
- 14 lipca
  - Theo-Ben Gurirab – namibijski polityk, minister spraw zagranicznych (1990–2002), premier (2002–2005), przewodniczący parlamentu (2005–2015)[155]
  - Charles Cole – amerykański wspinacz i przedsiębiorca[156]
  - Hiroshi Kajiyama – japoński rysownik, mangaka[157][158][159]
  - Jan Krawczyk – polski kolarz[160]
- 13 lipca
  - Stan Dragoti – amerykański reżyser filmowy, pochodzenia albańskiego[161]
  - Kaori Fujita – japońska rysowniczka i ilustratorka[159]
  - Frank Giroud – francuski twórca komiksów[162]
  - Jan Górny – polski hokeista na trawie, olimpijczyk (1960), wielokrotny mistrz Polski, trener[163][164]
  - Thorvald Stoltenberg – norweski polityk, minister obrony (1979–1981), minister spraw zagranicznych (1987–1989,1990–1993)[165]
  - Kazimierz Witkiewicz – polski aktor[166]
- 12 lipca
  - Gerardo Fernández Albor – hiszpański lekarz, polityk, prezydent Galicji, eurodeputowany[167]
  - Abbas Amir-Entezam – irański polityk, dyplomata[168]
  - Jerzy Michał Bogusławski – polski architekt[169][170][171]
  - Len Chappell – amerykański koszykarz[172]
  - Edward Jakubowski – polski działacz kombatancki, płk w st.spocz., kawaler orderów[173][174]
  - Andrzej Kotański – polski fizyk, prof. dr hab[175][176].
  - Annabelle Neilson – angielska modelka[177]
  - Roger Perry – amerykański aktor[178]
  - Jon Schnepp – amerykański producent filmowy i reżyser[179][180]
  - Robert Wolders – holenderski aktor[181]
- 11 lipca
  - Richard Garcia – amerykański duchowny katolicki, biskup[182]
  - Maurizio Giordano – włoski himalaista[183]
  - Jan Józefecki – polski publicysta[184]
  - Giovanni Marra – włoski duchowny katolicki, arcybiskup[185]
  - Jacek Mazur – polski muzyk jazzowy, klarnecista, saksofonista i wokalista, popularyzator jazzu[186]
  - Jerzy Napieracz – polski malarz i grafik[187][188]
  - Lindy Remigino – amerykański lekkoatleta, sprinter, dwukrotny mistrz olimpijski[189]
  - Pat Swindall – amerykański polityk[190]
- 10 lipca
  - Kebede Balcha – etiopski lekkoatleta, długodystansowiec[191]
  - Carlo Benetton – włoski przedsiębiorca, miliarder, współzałożyciel Benetton Group[192][193]
  - Mikałaj Dziemianciej – białoruski działacz partyjny i państwowy[194]
  - Andrzej Górny – polski specjalista w zakresie budowy i eksploatacji maszyn, konstruktor, wykładowca akademicki[195][196][197]
  - Clive King – brytyjski pisarz[198]
  - Les Lieber – amerykański saksofonista jazzowy[199]
  - Jessica Mann – brytyjska pisarka[200]
  - Vojtěch Mynář – czeski samorządowiec, polityk, eurodeputowany[201]
  - Jan Henry Olsen – norweski polityk, minister rybołówstwa (1992–1996)[202]
  - Mien Schopman-Klaver – holenderska lekkoatletka, stulatka[203]
  - Seweryn Tom – polski żołnierz konspiracji niepodległościowej w czasie II wojny światowej, mjr w st. spocz., działacz kombatancki[204][205]
  - Kinga Zielińska – polska germanistka, dr hab., wykładowczyni Uniwersytetu Warszawskiego[206][207]
- 9 lipca
  - Hieronim Blaszyński – polski polityk, poseł na Sejm PRL VII i VIII kadencji PRL[208][209]
  - Peter Carington – brytyjski polityk, minister obrony (1970–1974), minister spraw zagranicznych (1979–1982), sekretarz generalny NATO (1984–1988)[210]
  - Paweł Dębski – polski reżyser filmów animowanych, animator[211][212]
  - Finnbjörn Þorvaldsson – islandzki lekkoatleta, sprinter[213]
  - Wilhelm Schätzler – niemiecki duchowny katolicki, sekretarz generalny Konferencji Episkopatu Niemiec w latach 1983–1996[214][215]
  - Ryszard Sobierajski – polski działacz kombatancki, płk. dr hab. w st. spocz[216]
  - Michel Tromont – belgijski polityk i ekonomista, minister edukacji (1981–1983), gubernator prowincji Hainaut (1983–2004)[217]
  - Janusz Wałek – polski historyk sztuki i poeta[218][219]
  - Hans Günter Winkler – niemiecki jeździec sportowy, wielokrotny medalista olimpijski[220]
  - Wanda Wojtkiewicz-Rok – polski historyk, prof. dr hab[221][222].
- 8 lipca
  - Alan Gilzean – szkocki piłkarz[223]
  - Tab Hunter – amerykański aktor, piosenkarz[224]
  - Tadeusz Kęcik – polski lekarz, okulista, profesor nauk medycznych[225]
  - Oliver Knussen – brytyjski dyrygent i kompozytor muzyki klasycznej[226][227]
  - Frank Ramsey – amerykański koszykarz[228]
  - Adam Sadowski – polski ekonomista, dr hab., profesor nadzwyczajny Uniwersytetu w Białymstoku[229][230]
  - Carlo Vanzina – włoski reżyser, producent i scenarzysta filmowy[231]
- 7 lipca
  - William Dunlop – północnoirlandzki motocyklista wyścigowy[232][233]
  - Brett Hoffmann – amerykański wokalista i autor tekstów, członek zespołu Malevolent Creation[234]
  - Tyler Honeycutt – amerykański koszykarz[235]
  - Andrzej Horoś – polski kajakarz, wielokrotny mistrz Polski[236]
  - Łewko Łukjanenko – ukraiński obrońca praw człowieka, dysydent w czasach ZSRR[237]
  - Stanisław Madej – polski pilot wojskowy, kawaler orderów[238]
  - Gjovalin Paci – albański malarz[239]
  - Tadeusz Tarczyński – polski działacz społeczny, kawaler orderów[240]
  - Mieczysław Wiśniewski – polski artysta malarz, profesor Uniwersytetu Mikołaja Kopernika[241][242][243]
- 6 lipca
  - Shōkō Asahara – japoński przywódca sekty religijnej, terrorysta, masowy morderca[244]
  - Saiichi Endo – japoński członek sekty religijnej, terrorysta, masowy morderca[244]
  - Włatko Iliewski – macedoński piosenkarz, aktor[245]
  - Yoshihiro Inoue – japoński członek sekty religijnej, terrorysta, masowy morderca[244]
  - Kimishige Ishizaka – japoński naukowiec, immunolog[246]
  - Mirosław Krzysztofiak – polski ekonomista, prof. dr hab., rektor Uniwersytetu Gdańskiego[247]

- - Kiyohide Nakagawa – japoński członek sekty religijnej, terrorysta, masowy morderca[244]
  - Tomomasa Nakagawa – japoński członek sekty religijnej, terrorysta, masowy morderca[244]
  - Tomomitsu Niimi – japoński członek sekty religijnej, terrorysta, masowy morderca[244]
  - Clifford Rozier – amerykański koszykarz[250]
  - Jerzy Skrzypski – polski specjalista w zakresie inżynierii i ochrony środowiska, dr hab. inż., profesor nadzwyczajny Politechniki Łódzkiej[251][252]
  - Ryszard Szubcilski – polski kajakarz[253]
  - Masami Tsuchiyi – japoński członek sekty religijnej, terrorysta, masowy morderca[244]
  - Jerzy Augustyn Zieliński – polski grafik i ilustrator[254][255][256]
- 5 lipca
  - Lucjan Agapow – polski biolog, prof. dr hab[257].
  - Jerzy Broszkiewicz – polski uczestnik konspracji niepodległościowej w czasie II wojny światowej, działacz kombatancki, kawaler orderów[258][259]
  - Claude Lanzmann – francuski reżyser, dokumentalista, redaktor czasopisma „Les Temps Modernes”, twórca światowej sławy filmu Shoah[260]
  - Zbigniew Maćkiewicz – polski chemik, prof. dr hab[261][262].
  - Wojciech Majda – polski scenograf[263]
  - Jean-Louis Tauran – francuski duchowny rzymskokatolicki, kardynał, kamerling Świętego Kościoła Rzymskiego od 2014[264][265]
- 4 lipca
  - Boukary Adji – nigerski polityk, premier Nigru w roku 1996[266]
  - Henri Dirickx – belgijski piłkarz[267]
  - Kazimierz Domański – polski kolarz szosowy[268]
- 3 lipca
  - Alan Diaz – amerykański fotoreporter[269]
  - Maria Ewa Kamińska – polska specjalistka w zakresie budownictwa, prof. dr hab. inż[270][271].
  - Robby Müller – holenderski operator filmowy[272]
  - Richard Swift – amerykański basista i producent, członek zespołu The Black Keys[273]
  - Bill Watrous – amerykański puzonista jazzowy[274]
- 2 lipca
  - Henry Butler – amerykański pianista jazzowy[275]
  - Andrzej Falber – polski reżyser i scenarzysta filmowy[276]
  - Alan Longmuir – szkocki gitarzysta basowy, współzałożyciel zespołu pop-rockowego Bay City Rollers[277]
  - Aleksander Polek – polski aktor[278]
  - Kazimierz Rozbicki – polski kompozytor, dyrygent, pedagog i publicysta[279][280][281]
- 1 lipca
  - Bożidar Dimitrow – bułgarski historyk, urzędnik państwowy i polityk[282]
  - László Finta – węgierski projektant autobusów[283]
  - Peter Firmin – brytyjski producent telewizyjny[284]
  - Zygmunt Kaczmarczyk – polski łyżwiarz figurowy i kolarz[285][286]
  - Gillian Lynne – brytyjska balerina i choreografka[287]
  - Władysław Edward Piekarski – polski wydawca, literat, animator kultury[288]
  - Barbara Rychlik – polska działaczka związkowa, dama orderów[289][290][291]
  - Anacleto Sima Ngua – gwinejski duchowny rzymskokatolicki, biskup Bata[292]
  - Edmund Standara – polski działacz samorządowy, wieloletni naczelnik miasta i burmistrz Lubawy[293]

data dzienna nieznana
- Wiesława Adamiec – polska działaczka społeczna[294][295]
- Damian Damianow – bułgarski ciężardowiec[296]
- Konrad Goljanek – polski tancerz, solista PZLPiT „Mazowsze”, działacz związkowy i samorządowy[297][298]
- Ivan Fiala – słowacki taternik i alpinista[299]
- Andrzej Koczan – polski trener kajakarstwa[300]
- Mieczysława Korczyńska – polska lekarka, propagatorka lecznictwa uzdrowiskowego, Honorowa Obywatelka Szczawna-Zdroju[301]
- Henryk Kowalczyk – polski żołnierz konspiracji niepodległościowej w czasie II wojny światowej oraz powojennego podziemia antykomunistycznego[302]
- Stefan Mamzer – polski menedżer i działacz państwowy, naczelnik Międzychodu (1975–1976)[303]
- Igor Niekljudow – rosyjski przedsiębiorca, miliarder[304]
- Henryk Oleksiuk – polski działacz, sędzia i zawodnik tenisa stołowego[305]